# J. C. Cervantes

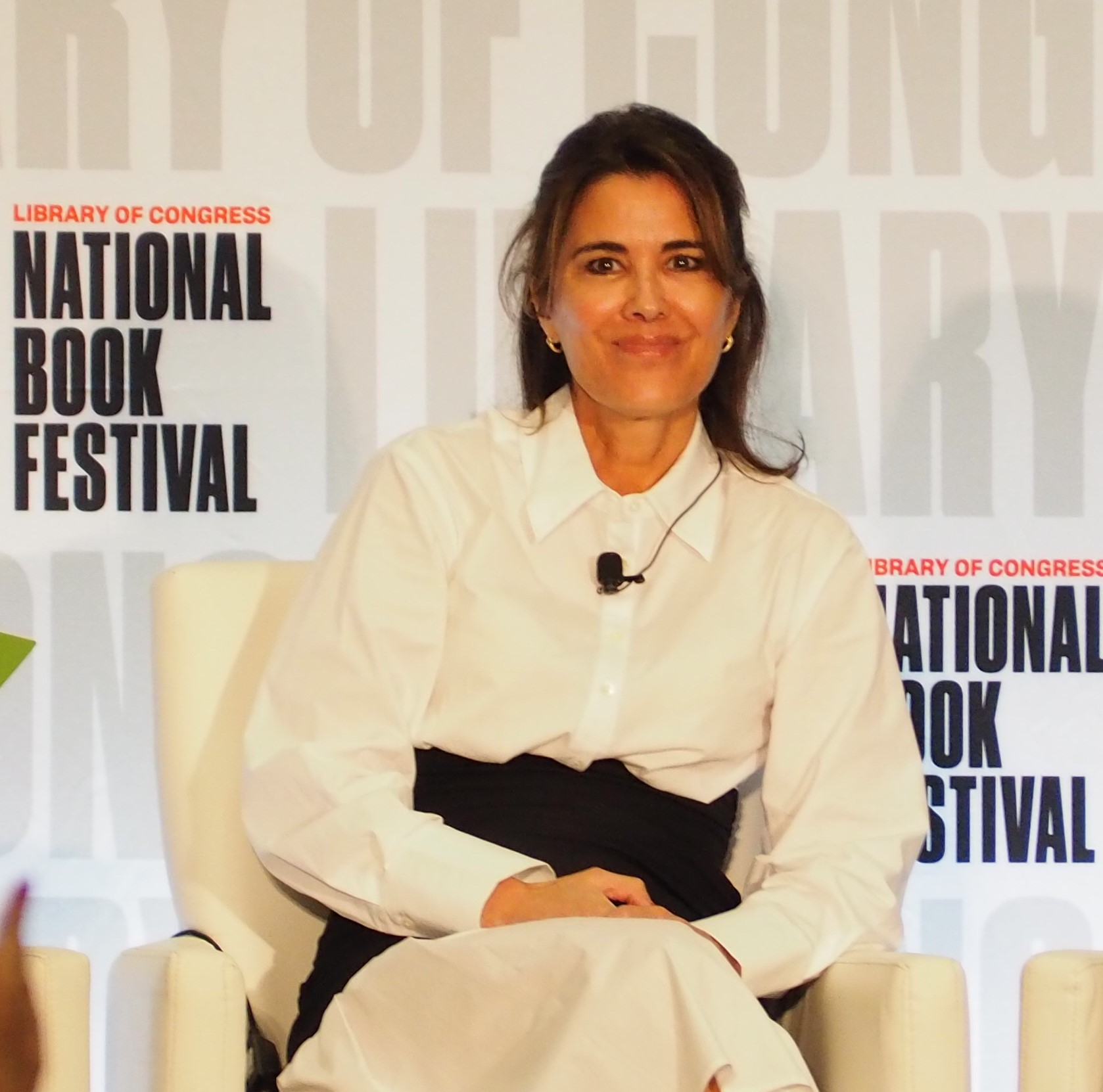
beim National Book Festival 2024

Jennifer Cervantes, besser bekannt als  J. C. Cervantes, ist eine US-amerikanische Autorin von Kinder- und Jugendliteratur.

## Leben und Werke
Cervantes wuchs in South Carolina auf. Heute lebt sie mit ihrer Familie in New Mexico.
2010 veröffentlichte Cervantes ihr erstes Kinderbuch, Tortilla Sun. 2018 erschien ihr zweites Buch, The Storm Runner, in dem von Rick Riordan kuratierten Verlags-Imprint Rick Riordan Presents. Es ist der Auftakt einer Trilogie, die Fantasy mit der der Mythologie der Maya und Azteken verbindet. In deutscher Übersetzung erscheint die Reihe seit 2020 unter dem Titel Zane gegen die Götter. Derzeit schreibt Cervantes eine Spin-off-Serie mit dem Titel Shadow Bruja, deren erster Band, The Lords of Night, 2022 erschien. Im selben Jahr erschienen Cervantes’ erstes Jugendbuch Flirting with Fate sowie Fractured Path, Cervantes’ Beitrag zu der vierteiligen Buchreihe The Mirror, deren zweiter und dritter Band von Julie C. Dao und Dhonielle Clayton geschrieben wurden.

## Werke
- Tortilla Sun (2010),  ISBN 978-0-8118-7015-3
- The Storm Runner (2018), ISBN 978-1-368-01634-6
  - Zane gegen die Götter: Sturmläufer (2020), ISBN 978-3-473-40194-9
- The Fire Keeper (2019), ISBN 978-1-368-04188-1
  - Zane gegen die Götter: Feuerhüter (2020), ISBN 978-3-473-40199-4
- The Shadow Crosser (2020), ISBN 978-1-368-05277-1
  - Zane gegen die Götter: Schattenspringer (2021), ISBN 978-3-473-40204-5
- The Cave of Doom. In: Rick Riordan (Hrsg.): The Cursed Carnival and Other Calamities. New Stories About Mythic Heroes (2021), ISBN 978-1-368-07083-6 (Kurzgeschichte)
- Flirting with Fate (2022), ISBN 978-0-593-40445-4
- Fractured Path (2022), ISBN 978-1-368-04640-4
- The Lords of Night (2022), ISBN 978-1-368-06656-3

## Weblink
- Offizielle Internetpräsenz